# Eudorylas rusticus
Eudorylas rusticus är en tvåvingeart som beskrevs av Kuznetzov 1990. Eudorylas rusticus ingår i släktet Eudorylas och familjen ögonflugor. Inga underarter finns listade i Catalogue of Life.